# Grosthuizen
Grosthuizen est un village situé dans la commune néerlandaise de Koggenland, dans la province de la Hollande-Septentrionale. En 2004, le village comptait 400 habitants.

## Histoire
Grosthuizen a été une commune indépendante jusqu'au 31 mai 1854, date à laquelle la commune a été rattachée à Avenhorn.